# Castillo de Alba (Quirós)
El castillo de Alba es una fortaleza situada en El Peñón, situada a las afueras del pueblo de Arroxo y en las proximidades de Faedo, en el concejo asturiano de Quirós, España.

## Historia
Su fundación se debió a los primeros reyes asturianos, a fin de defender el valle montañoso de los ataques musulmanes. Cayó, posteriormente, en manos del conde rebelde Gonzalo Peláez, en el reinado de Urraca I de León. Conoció los avatares de la guerra durante el enfrentamiento del conde con el rey Alfonso VII de León, entre 1132 y 1138.  Más tarde, este castillo pasó a pertenecer a la Iglesia de Oviedo por donación de Fernando II de León. En 1372 el obispo de Oviedo encomendó el castillo a Gonzalo Bernaldo de Quirós, y poco después Enrique II de Trastámara lo devolvió al obispado. El concejo quedó ligado a partir de entonces a los Bernaldo de Quirós, que reclamaron la propiedad a Gutierre de Toledo ante Enrique II. Éste entregó finalmente el concejo a la familia en 1380.
El castillo está en ruinas y sólo se conservan varias paredes, un aljibe y la puerta de entrada.
- Datos: Q8342157